# BSニュース 日経プラス10
『BSニュース 日経プラス10』（ビーエスニュース にっけいプラステン）は、BSテレ東（2K。旧・BSジャパン）で2013年4月1日から平日の22:00 - 23:00（JST）に生放送、BSテレ東4Kでも2018年12月3日からBSテレ東と同時刻に生放送、日経CNBCでは、放送当日23:55 - 翌0:15（JST）に20分に編集したものをディレイ放送していた経済を中心とした報道番組である。
本記事では、姉妹番組の『日経プラス10サタデー ニュースの疑問』についても説明する。

## 概要
日本経済新聞社のグループメディア（日本経済新聞、日経BP、テレビ東京・TXN、BSジャパン(当時)、日経CNBC）が手を組んで展開する新しいタイプのニュースショーである。毎日、900本以上のニュースが紹介されている日経新聞電子版の注目記事に焦点を当てる「ニュース+10」、さらにそれについて日経やテレビ東京の記者が分かりやすく解説する「フカヨミ+」のほか、経営者や文化人など話題の人物に登場してもらうインタビュー「トーク+」、最新のニューヨーク証券取引所からの情報を番組内で毎日届ける。メインキャスターには、放送開始当初は、在京キー局出身の女性フリーアナウンサー3人が起用され、曜日ごとの交代で登場していた。なお、2013年度前半までは「速報+スポーツ」（プロ野球ナイター速報）も設けられていたため、平日の「neo sports」の時差放送は、2013年3月29日深夜（30日未明）放送で終了となり、土・日のみとなったまた、当番組の番宣CMは、地上波のテレビ東京系列（TXN）放送局でも放送され、BSジャパンの番宣CMとしては異例の扱いとなった。
2014年度はリニューアルに伴い、出演者を入れ替え、長年TXN系地上波にて『ワールドビジネスサテライト』を担当していた小谷を中心に、今までのコーナーをそのままに経済を中心とした内容に変更した新しい報道番組としてパワーアップすると共に、番組の会員制度「日経プラス10クラブ」を発足させ、視聴者参加型の番組としてもより充実を図った。また9月29日の放送から、番組前半は画面下に日経新聞ヘッドラインが表示されるようになった。なお、インタビュー「トーク+」は2015年ごろからYouTubeでも後日配信している。ただし全編ではなく、部分的に抜粋した形で配信する。
2015年11月9日からは、エンディングテーマとして中島みゆきの「空がある限り」が使用された。
2016年11月中旬より、木曜・金曜のニュースリーダーを、森本アナが担当することになった。これにより全曜日通して番組に出演するのは小谷のみとなった。
2018年4月2日より、番組は大幅にリニューアルされた。オープニングタイトルと番組ロゴが新しいものに変更された。
2010年10月から7年半火曜 - 土曜0時から1時間遅れでネットしていた『ワールドビジネスサテライト』が当番組直後の23時からの地上波との同時放送に復帰した。これにより、22時から翌0時まで経済ニュース番組が続けて放送されることとなる。
また、土曜日の「日経プラス10サタデー」に、水原・森本両アナが出演することから、森本アナの担当曜日が木・金から木曜日のみになり、林克征が、新規に金曜日担当として就任した。番組名からBSニュースが外されている。
なお、小谷は2019年3月29日放送分でメインキャスターを降板。アメリカでも活動する本人からの申し出による降板で、翌週（同年4月1日放送分）からは、BSテレ東・BSテレ東4Kで『NIKKEI日曜サロン』（2018年10月放送開始）のキャスターを務める榎戸教子（さくらんぼテレビジョン・テレビ大阪の元アナウンサー）が、メインキャスターに就任する。
2020年1月からは、毎週金曜日の「スポーツプラス」のコーナーが始まった。同年4月にスタジオセットが金色をモチーフにリニューアルし、オープニングが変更。木曜日にトラウデン直美も取材し出演する「SDGsへの道」のコーナーも始まり、金曜日にはゲストコメンテーターも出演する。4月以降新型コロナウイルス対策の影響で、当面榎戸と森本が交互に出演し、スタッフも輪番制で制作される。岸本は、六本木の日経スタジオからの遠隔出演となった。
2021年4月改編で地上波における月曜日 - 木曜日の『ワールドビジネスサテライト』の放送時間が1時間繰り上げて22時から放送開始（BSテレ東では従前通り全曜日23時から〈月曜日 - 木曜日は1時間遅れの録画ネット、金曜日は地上波サイマル〉で放送）になるのに伴い、本番組も同年3月29日から月曜日 - 木曜日は20:54から、金曜日は21:54からの放送開始に変更となり、番組名も『日経ニュース プラス9』に改題されることが同年1月25日に行われたBSテレ東の4月改編発表会見で発表された。改題・枠移動前最後の放送となった同年3月26日は、放送時間を15分拡大（22:00 - 23:15）し、番組終盤で『ワールドビジネスサテライト』のスタジオに居る大江麻理子（テレビ東京報道キャスター）と中継を結んで同番組の枠移動についてのPRを行ったほか、2013年4月の番組開始当初からの歴史を振り返る特別企画を放送し、ひとまず8年間の歴史に幕を閉じた。

## 日経プラス10サタデー ニュースの疑問
2017年4月1日より姉妹番組として、『日経プラス10サタデー ニュースの疑問』が開始した。当該番組の制作に携わる関係で、2014年度以来全曜日コメンテーターを務めてきた山川が、火曜・木曜日のみの出演になることが、3月31日の放送で発表された。
中吊り広告のようにまとめた1週間のニュースをモニターで紹介した後、テーマに沿った話題を専門家が討論する番組である。

## 出演者
（休暇期間などは、パターンの例外や別の担当者の出演もあり）
| 期間      | 期間       | メインキャスター | メインキャスター | メインキャスター | メインキャスター | メインキャスター | レギュラーキャスター | レギュラーキャスター | レギュラーキャスター | レギュラーキャスター | レギュラーキャスター |
| 期間      | 期間       | 月               | 火               | 水               | 木               | 金               | 月                   | 火                   | 水                   | 木                   | 金                   |
| --------- | ---------- | ---------------- | ---------------- | ---------------- | ---------------- | ---------------- | -------------------- | -------------------- | -------------------- | -------------------- | -------------------- |
| 2013.4.1  | 2014.3.28  | 政井マヤ         | 政井マヤ         | 神田愛花         | 小島慶子         | 小島慶子         | 山川龍雄             | 山川龍雄             | 山川龍雄             | 山川龍雄             | 山川龍雄             |
| 2014.3.31 | 2017.3.31  | 小谷真生子       | 小谷真生子       | 小谷真生子       | 小谷真生子       | 小谷真生子       | 山川龍雄             | 山川龍雄             | 山川龍雄             | 山川龍雄             | 山川龍雄             |
| 2017.4.3  | 2018.3.30  | 小谷真生子       | 小谷真生子       | 小谷真生子       | 小谷真生子       | 小谷真生子       | 滝田洋一             | 山川龍雄             | 滝田洋一             | 山川龍雄             | 鈴木亮               |
| 2018.4.2  | 2018.9.28  | 小谷真生子       | 小谷真生子       | 小谷真生子       | 小谷真生子       | 小谷真生子       | 木村恭子 岸本好正    | 太田泰彦 岸本好正    | 太田泰彦 岸本好正    | 鈴木亮 岸本好正      | 鈴木亮 岸本好正      |
| 2018.10.1 | 2019.3.29  | 小谷真生子       | 小谷真生子       | 小谷真生子       | 小谷真生子       | 小谷真生子       | 木村恭子 岸本好正    | 太田泰彦 岸本好正    | 太田泰彦 岸本好正    | 坂本英二 岸本好正    | 鈴木亮 岸本好正      |
| 2019.4.1  | 2019.12.27 | 榎戸教子         | 榎戸教子         | 榎戸教子         | 榎戸教子         | 榎戸教子         | 木村恭子 岸本好正    | 太田泰彦 岸本好正    | 太田泰彦 岸本好正    | 坂本英二 岸本好正    | 鈴木亮 岸本好正      |
| 2020.1.6  | 2020.4.10  | 榎戸教子         | 榎戸教子         | 榎戸教子         | 榎戸教子         | 榎戸教子         | 木村恭子 岸本好正    | 岸本好正             | 田中陽 岸本好正      | 坂本英二 岸本好正    | 鈴木亮 岸本好正      |
| 2020.4.13 | 2020.5.29  | 榎戸教子         | 森本智子         | 榎戸教子         | 森本智子         | 榎戸教子         | 木村恭子 岸本好正    | 岸本好正             | 田中陽 岸本好正      | 坂本英二 岸本好正    | 鈴木亮 岸本好正      |
| 2020.6.1  | 2021.3.26  | 榎戸教子         | 榎戸教子         | 榎戸教子         | 榎戸教子         | 榎戸教子         | 木村恭子 岸本好正    | 岸本好正             | 田中陽 岸本好正      | 坂本英二 岸本好正    | 鈴木亮 岸本好正      |

|            |            | サブキャスター | サブキャスター | サブキャスター | サブキャスター | サブキャスター    | マーケットキャスター |
| 月         | 火         | 水             | 木             | 金             |                |                   | マーケットキャスター |
| ---------- | ---------- | -------------- | -------------- | -------------- | -------------- | ----------------- | -------------------- |
| 2013.4.1   | 2014.3.28  | 前田海嘉       | 前田海嘉       | 前田海嘉       | 前田海嘉       | 前田海嘉          | 藤田真奈美           |
| 2014.3.31  | 2016.10.28 | 水原恵理       | 水原恵理       | 水原恵理       | 水原恵理       | 水原恵理          | （不在）             |
| 2016.10.31 | 2017.9.29  | 水原恵理       | 水原恵理       | 水原恵理       | 森本智子       | 森本智子          | （不在）             |
| 2017.10.2  | 2019.3.29  | 水原恵理       | 水原恵理       | 水原恵理       | 森本智子       | 林克征            | （不在）             |
| 2019.4.1   | 2019.12.27 | 西野志海       | 竹﨑由佳       | 森本智子       | 森本智子       | 林克征 森本智子   | （不在）             |
| 2020.1.6   | 2020.3.27  | 西野志海       | 竹﨑由佳       | 森本智子       | 森本智子       | 森本智子 片渕茜   | （不在）             |
| 2020.3.30  | 2020.4.10  | 倉野麻里       | 森本智子       | 森本智子       | 森本智子       | 倉野麻里 森本智子 | （不在）             |
| 2020.4.13  | 2020.5.29  | 倉野麻里       | （不在）       | 倉野麻里       | （不在）       | 倉野麻里 島田弘久 | （不在）             |
| 2020.6.1   | 2021.3     | 倉野麻里       | 森本智子       | 森本智子       | 森本智子       | 倉野麻里          | （不在）             |

### （2020年3月30日～2021年3月26日）

#### メインキャスター
- 榎戸教子（継続 - 2020年4月10日）→月、水曜、金曜（2020年4月13日 - 2020年5月29日）→（継続 - 2020年6月1日）

#### レギュラー解説（日経編集委員）
- 木村恭子  月曜日（継続）
- 火曜  準レギュラー含めた持ち回り
- 田中陽  水曜日（2020年4月1日 - ）
- 坂本英二  木曜日（継続）
- 鈴木亮  金曜日（継続）

#### レギュラーメンバー
- トラウデン直美（タレント）木曜日「SDGsへの道」コーナー（2020年4月2日 - ）

#### ○サブキャスター
- 森本智子  火-金曜日（隔週金曜日）（継続 - 2020年4月10日）→火、木曜日（臨時メイン） 2020年4月14日 - 2020年5月28日）→（継続 - 2020年6月2日）
- 倉野麻里  月曜日、隔週金曜日（2020年4月3日）→月、水、金曜日（2020年4月13日 - 2020年5月29日）→（継続 - 2020年6月1日）
- 島田弘久  金曜日（2020年4月17日 - 2020年5月22日）

#### レギュラーキャスター
- 岸本好正（継続）

### （2019年4月1日～2020年3月27日）

#### メインキャスター
- 榎戸教子（2019年4月1日 - ）

#### レギュラー解説（日経編集委員）
- 木村恭子  月曜日（継続）
- 太田泰彦  火、水曜日（継続 - 2019年12月11日）
- 坂本英二  木曜日（継続）
- 鈴木亮  金曜日（継続）

#### ○サブキャスター
- 西野志海  月曜日（2019年4月1日 - 2020年2月24日）
- 竹﨑由佳  火曜日（2019年4月2日 - 2020年3月24日）
- 森本智子  水 - 金曜日（隔週金曜日）(2019年4月 - ）

- 林克征  金曜日（継続 - 2019年3月)→隔週金曜日（2019年4月 - 2019年12月）[注 2]
- 片渕茜  隔週金曜日（2020年1月 - 2020年3月）

#### レギュラーキャスター
- 岸本好正（継続）

### （2018年4月2日～2019年3月29日）

#### メインキャスター
- 小谷真生子（2014年3月31日 - 2019年3月29日）

#### レギュラー解説（日経編集委員）
- 木村恭子  月曜日（2018年4月2日 - ）
- 太田泰彦  火、水曜日（2018年4月3日 - ）
- 坂本英二  木曜日（2018年10月25日 - ）（例外:2018年10月4日、11日、11月2日、13日など）
- 鈴木亮  木、金曜日(2018年4月5日 - 9月28日）→金曜日(2018年10月5日 - ）（例外:2018年10月18日、2019年1月28日など）

（休暇期間などは上記以外の担当者もあり）

#### ○サブキャスター
- 水原恵理  全曜日→月-水曜日（2016年11月14日 - 2019年3月27日）
- 森本智子  木曜日（継続）（例外:2018年6月8日、22日、7月20日、8月3日、11月23日、2019年1月18日、3月15日）
- 林克征  金曜日（2017年10月6日- ）

#### リポートキャスター
- 岸本好正（BSジャパン チーフプロデューサー[14]）（2018年4月2日-）

### （2014年4月～2018年3月30日）

#### メインキャスター
- 小谷真生子　(2014/3/31-）

#### レギュラーキャスター
- 滝田洋一 月、水曜日(2017/4/3-2018/3/28)
- 山川龍雄　全曜日→火、木曜日(2017/4/4-2018/3/29)
- 鈴木亮　金曜日(2017/4/4-2018/3/30)

#### ○サブキャスター
- 水原恵理　全曜日→月-水曜日(2016/11/14-)
- 森本智子　木-金曜日(2016/11/17-2017/09/29・2018/1/19・3/15)→木曜日(2017/10/5-)
- 林克征　金曜日(2017/10/6-)

### 2013年度

#### メインキャスター
- 政井マヤ（月、火曜日）
- 神田愛花（水曜日）
- 小島慶子（木、金曜日）

#### サブキャスター
- ○前田海嘉　全曜日

#### 日経スタジオ
- 藤田真奈美（日経CNBCキャスター）全曜日

#### スポーツ
- 緒方耕一（テレビ東京野球解説者）

### （2021年度）

#### メインキャスター
- 山川龍雄

#### ○サブキャスター
- 角谷暁子
- 水原恵理

### （2020年度）

#### メインキャスター
- 山川龍雄

#### ○サブキャスター
- 角谷暁子
- 水原恵理
- 森本智子

### （2017年度～2019年度）

#### メインキャスター
- 山川龍雄

#### ○サブキャスター
- 西野志海
- 水原恵理  2017年10月7日～
- 森本智子  2017年10月7日～

### （2017年4月～9月30日）

#### メインキャスター
- 山川龍雄
- 住吉美紀

#### ○サブキャスター
- 西野志海

## 放送時間
| 期間                            | 時刻          | 備考 |
| ------------------------------- | ------------- | ---- |
| 2013年04月01日 - 2014年09月26日 | 22:00 - 22:54 |      |
| 2014年09月29日 - 2016年09月30日 | 22:00 - 23:00 |      |
| 2013年04月01日 - 2014年09月26日 | 22:00 - 22:54 |      |
| 2016年10月03日 - 2016年12月28日 | 22:00 - 22:58 |      |
| 2017年01月04日 - 2017年09月29日 | 22:00 - 23:00 |      |
| 2017年10月02日 - 2018年09月28日 | 22:00 - 22:58 |      |
| 2018年10月01日 - 2021年03月26日 | 22:00 - 23:00 |      |

### 日経プラス10サタデー ニュースの疑問
| 期間                            | 時刻          | 参考 |
| ------------------------------- | ------------- | ---- |
| 2017年04月01日 - 2018年09月29日 | 09:00 - 10:30 |      |
| 2018年10月06日 - 2020年03月28日 | 09:00 - 10:00 |      |
| 2020年04月04日 - 2021年03月27日 | 09:30 - 10:30 |      |

### ネット配信
| 配信元                         | 更新日時                                       | 配信期間     | 備考                 |
| ------------------------------ | ---------------------------------------------- | ------------ | -------------------- |
| ネットもテレ東                 | 平日放送終了後更新                             | 7日          | 最新回限定で無料配信 |
| TVer                           | 平日放送終了後更新                             | 7日          | 最新回限定で無料配信 |
| GYAO!                          | 平日放送終了後更新                             | 7日          | 最新回限定で無料配信 |
| テレビ東京ビジネスオンデマンド | 平日放送終了後更新                             | 過去分       | 有料見放題配信       |
| 日経電子版                     | ライブ配信と、特集除く主要ニュース部分録画配信 | 次回放送まで |                      |

土曜版については、YouTubeの「テレ東NEWS」チャンネルで、補完番組「キャスター西野志海のもっとみたい!ニュースの疑問」が、2020年4月からは角谷暁子の「カドが立つほど伺います」が木曜日に配信されている。

## 特別放送
選挙特番
として、第23回参議院議員通常選挙投開票日の2013年7月21日には、『日経プラス10 参院選スペシャル 復活への提言』（22:00 -  23:25）を放送。総合司会は月・火曜日担当の政井マヤ。
第47回衆議院議員総選挙投開票日の2014年12月14日には、『日経プラス10 衆院選スペシャル「提言 成長実現への針路」』を放送。
『日経プラス10特別編　ななつ星in九州の旅―車窓から見えたニッポンの底力―』（21:00 - 22:55）を2015年5月16日（土曜日）に放送。
この特別番組は後日テレビ東京系列外の鹿児島テレビ（フジテレビ系列）でも時差ネット（2015年12月5日・12:55 - 14:50）で放送された。
2019年4月30日には、『日経プラス10特別版 激動「令和」経済の方程式』（20:00 - 21:49）が放送された。
2021年3月20日には、民放BS5局共同特別番組第2弾『バナナマンのBSはササルTV ズブズブスペシャル!』が放送予定。（16:00 - 17:30）、3番手テーマは「報道」、メインMCは『YOUは何しに日本へ? Crassic』出演済のバナナマン（設楽統・日村勇紀）、角谷暁子（テレビ東京アナウンサー）